# 昙云兔嘴左锥螺
昙云兔嘴左锥螺（学名：Iniforis poecila）是左锥螺科三口螺屬的一种。

## 分佈
本物種發現於南太平洋的新喀里多尼亞群島，亦見於斐濟、台灣的綠島、蘭嶼、小琉球、屏東縣恆春半島及琉球的奄美群島。常栖息在潮间带。